# Liste des arrêts de la Cour suprême des États-Unis, volume 347
Ceci est une liste des arrêts de la Cour suprême des États-Unis du volume 347 de l’United States Reports:

## Liste
- Pereira v. United States, 347 U.S.  1 (1954)
- Radio Officers' Union v. NLRB, 347 U.S.  17 (1954)
- Walder v. United States, 347 U.S.  62 (1954)
- Western Air Lines, Inc. v. CAB, 347 U.S.  67 (1954)
- Delta Air Lines, Inc. v. Summerfield, 347 U.S.  74 (1954)
- United States v. City of New Britain, 347 U.S.  81 (1954)
- Partmar Corp. v. Paramount Pictures Theatres Corp., 347 U.S.  89 (1954)
- Kern-Limerick, Inc. v. Scurlock, 347 U.S.  110 (1954)
- Irvine v. California, 347 U.S.  128 (1954)
- Michigan-Wisconsin Pipe Line Co. v. Calvert, 347 U.S.  157 (1954)
- United States v. Binghamton Constr. Co., 347 U.S.  171 (1954)
- Adams v. Maryland, 347 U.S.  179 (1954)
- United States v. Employing Plasterers Assn. of Chicago, 347 U.S.  186 (1954)
- United States v. Employing Lathers Assn. of Chicago, 347 U.S.  198 (1954)
- Mazer v. Stein, 347 U.S.  201 (1954)
- Longshoremen v. Boyd, 347 U.S.  222 (1954)
- Remmer v. United States, 347 U.S.  227 (1954)
- Walters v. St. Louis, 347 U.S.  231 (1954)
- FPC v. Niagara Mohawk Power Corp., 347 U.S.  239 (1954)
- United States ex rel. Accardi v. Shaugnessy, 347 U.S.  260 (1954)
- Alabama v. Texas, 347 U.S.  272 (1954)
- FCC v. American Broadcasting Co., 347 U.S.  284 (1954)
- St. Joe Paper Co. v. Atlantic Coast Line R. Co., 347 U.S.  298 (1954)
- Thompson v. Lawson, 347 U.S.  334 (1954)
- Miller Brothers Co. v. Maryland, 347 U.S.  340 (1954)
- Railway Express Agency, Inc. v. Virginia, 347 U.S.  359 (1954)
- Franklin Nat. Bank of Franklin Square v. New York, 347 U.S.  373 (1954)
- United States v. Dixon, 347 U.S.  381 (1954)
- Sacher v. Association of Bar of City of New York, 347 U.S.  388 (1954)
- Alaska S. S. Co. v. Petterson, 347 U.S.  396 (1954)
- Brownell v. Singer, 347 U.S.  403 (1954)
- Maryland Casualty Co. v. Cushing, 347 U.S.  409 (1954)
- Linehan v. Waterfront Comm'n of N. Y. Harbor, 347 U.S.  439 (1954)
- Barsky v. Board of Regents of Univ. of N. Y., 347 U.S.  442 (1954)
- Hernandez v. Texas, 347 U.S.  475 (1954)
- Brown v. Board of Education, 347 U.S.  483 (1954)
- Bolling v. Sharpe, 347 U.S.  497 (1954)
- Capital Service, Inc. v. NLRB, 347 U.S.  501 (1954)
- United States v. Gilman, 347 U.S.  507 (1954)
- United States v. Borden Co., 347 U.S.  514 (1954)
- United Shoe Machinery Corp. v. United States, 347 U.S.  521 (1954)
- Galvan v. Press, 347 U.S.  522 (1954)
- Allen v. Grand Central Aircraft Co., 347 U.S.  535 (1954)
- Leyra v. Denno, 347 U.S.  556 (1954)
- Braniff Airways, Inc. v. Nebraska Bd. of Equalization and Assessment, 347 U.S.  590 (1954)
- Alton v. Alton, 347 U.S.  610 (1954)
- United States v. Harriss, 347 U.S.  612 (1954)
- Barber v. Gonzales, 347 U.S.  637 (1954)
- Secretary of Agriculture v. United States, 347 U.S.  645 (1954)
- Construction Workers v. Laburnum Constr. Corp., 347 U.S.  656 (1954)
- Phillips Petroleum Co. v. Wisconsin, 347 U.S.  672 (1954)

## Source
- (en) Cet article est partiellement ou en totalité issu de l’article de Wikipédia en anglais intitulé « List of United States Supreme Court cases, volume 347 » (voir la liste des auteurs).